# Aerodance
Aerodance is een choreografische trainingsvorm voor dansers. Het wordt soms ook wel dance aerobics genoemd en in sommige landen Hi-Lo of LIA, verwijzend naar Low Impact Aerobics. Deze termen verwijzen naar veel gebruikte bewegingen zoals grapevine of kick ball change en step touch, die high (hi) of low (lo) impact zijn.
Aerodance wordt overwegend gegeven op sportscholen en in fitnesscentra en dansstudio's. Het maakt gebruik van een 32-tellenstructuur ofwel een vierkwartsmaat. Het is een kruising van aerobics, jazzballet, streetdance en andere dansstijlen, waarbij het accent naast techniek en uitvoering ligt op cardiovasculaire training.
Aerodance onderscheidt zich van typische danslessen door de aanleercurve van de choreografie waarbij deelnemers niet stil staan om te kijken maar  leren door middel van gelaagde progressie waarbij bekende passen en patronen steeds complexer worden gemaakt.